# Werner Völker
Werner Völker (* 9. April 1944 in Büren) ist ein deutscher Schriftsteller, Anglist und Historiker.

## Leben
Völker studierte Anglistik, Geschichte und Philosophie. Er veröffentlichte zahlreiche Hörfunk- und Fernsehbeiträge sowie Bücher zu kulturhistorischen und literarischen Themen, darunter Der Sohn August von Goethe und Bei Goethe zu Gast. Der historische Roman Völkers über August von Goethe, der im Insel Verlag erschien, ist auch der erste zu diesem und wurde häufig rezensiert. Außerdem schreibt er u. a. über den Arminius und die Schlacht im Teutoburger Wald, Lyrik und Erzählungen. Völker gilt auch als Kenner von Theodor W. Adorno. Völker wohnt in Amorbach. Adorno verbrachte in Amorbach im Sommer seine Kindheit und betrachtete seither die Stadt als seine Heimat.
Völker erhielt den 5. Platz des Hans-im-Glück-Preis.

## Werke (Auswahl)
- Lebenslauf. Göttingen: Schlender 1976.
- Der Berufsverbieter. Göttingen: Pawlik & Schlender 1977.
- Als die Römer frech geworden. Die Schlacht im Teutoburger Wald. Berlin: Wagenbach 1981, 1984.
- Ein gewisser Arminius. Historischer Roman. Kevelaer: Anrich 1982.
- Der Sohn. August von Goethe. Erzählende Biographie. Frankfurt a. M.: Insel 1992.
- Hermann, der Cherusker. Die Schlacht im Teutoburger Wald, München: Dt. Taschenbuch-Verl. 2006.
- »Wohin es geht«. Der junge Goethe, München: Dt. Taschenbuch-Verlag 2010.
- Weihnachten bei Goethe, Berlin: Insel Verlag 2022. (Insel-Bücherei 1456)